# 景甜
景甜（ジン・ティエン、英語名 Jing Tian、1988年7月21日 - ）は、中国の女優・歌手。身長167cm。

## 経歴
1988年7月21日、陝西省西安市に生まれる。北京舞踏学院附属中学で中国舞踏を学ぶ傍ら芸能界入りし、2006年に歌手デビュー。同年、映画『狂蟒驚魂』で映画初出演にして主演を果たす。2007年から北京電影学院で学ぶ。2010年の『我的美女老板』での1人2役の演技で注目を集めた。
2011年、『戦国』に出演する。2013年には『スペシャルID 特殊身分』に出演。同年、『ポリス・ストーリー/レジェンド』に出演する。2014年、第18回ハリウッド映画賞国際賞を受賞する。
2014年、ドラマ『皇后の記』で清朝を3代に渡って支えた主人公ユアル（孝荘文皇后）を演じ切り話題を集める。
2016年、チャン・イーモウ監督の『グレートウォール』でマット・デイモンとともに主演してハリウッド進出を果たすと、『キングコング:髑髏島の巨神』（2017年）、『パシフィック・リム: アップライジング』（2018年）とハリウッド大作に続けて出演した。
その後、再び中国でドラマ『半妖の司籐姫 〜運命に導かれた愛〜』（2021年）、『流光城市〜ある一族の秘密』（2022年）に出演した。

## フィルモグラフィー

### 映画
- 狂蟒驚魂（2006年撮影、2008年公開）
- 我的美女老板（2010年）
- 戦国（2011年）
- 超時空救兵 （2012年）
- 7日間の恋人 影子愛人 （2012年）
- 新媽媽再愛我一次 （2012年）
- 越来越好之村晩 （2013年）
- スペシャルID 特殊身分 特殊身份 （2013年）
- ポリス・ストーリー/レジェンド 警察故事2013 （2013年）
- ゴッド・ギャンブラー レジェンド 賭城風雲 （2014年）
- グレートウォール 長城/The Great Wall （2016年）
- キングコング:髑髏島の巨神 Kong: Skull Island （2017年）
- 青禾男高 （2017年）
- パシフィック・リム: アップライジング Pacific Rim Uprising （2018年）

### テレビドラマ
- 一个女人的史詩 （2009年）
- 孫子《兵法》大伝 孫子大傳 （2011年）
- ハンシュク〜皇帝の女傅 班淑伝奇 （2015年）
- 皇后の記 大玉児 （2014年）
- 麗王別姫 〜花散る永遠の愛〜 大唐栄耀 （2017年）
- 火王之破曉之戰 （2018年）
- 火王之千里同風 （2018年）
- 一場遇見愛情的旅行 （2019年）
- 半妖の司籐姫 〜運命に導かれた愛〜 司藤 （2021年）
- 流光城市〜ある一族の秘密 流光之城 （2022年）
- 楽游原 楽游原 （2023年）
- 灼灼風流 〜宮中に咲く愛の華〜 灼灼風流 （2023年）